# Paratriaenops
Paratriaenops (Benda & Vallo, 2009) è un genere di pipistrelli della famiglia dei Rinonitteridi.

## Descrizione

### Dimensioni
Al genere Paratriaenops appartengono pipistrelli di piccole dimensioni, con lunghezza dell'avambraccio tra 42 e 51 mm, la lunghezza della coda tra 15 e 28 mm e un peso fino a 8.1 g.

### Caratteristiche craniche e dentarie
Il cranio presenta una scatola cranica allungata e sottile, con creste sopra-orbitali ben sviluppate. Il rostro è alto con le ossa nasali rigonfie e le ossa pre-mascellari insolitamente ispessite. Le arcate zigomatiche sono estese nella parte centrale. Gli incisivi superiori hanno una cuspide supplementare.
Sono caratterizzati dalla seguente formula dentaria:

### Aspetto
Il muso è largo e alquanto schiacciato, la foglia nasale è composta da una sezione anteriore rotonda che include entrambe le narici, da una porzione centrale formata da piccole celle e da una parte posteriore composta da tre lancette appuntite e più lunghe rispetto alle forme molto simili del genere  Triaenops. Le orecchie sono di dimensioni moderate, appuntite, con il margine anteriore convesso, un antitrago pronunciato e ispessito. Il calcar è di dimensioni variabili, mentre la coda si estende scarsamente oltre l'uropatagio.

## Distribuzione
Il genere è diffuso nel Madagascar e nelle Seychelles.

## Tassonomia
Il genere comprende 3 specie, in precedenza attribuite al genere Triaenops:
- Paratriaenops auritus
- Paratriaenops furculus
- Paratriaenops pauliani